# 巴德窗

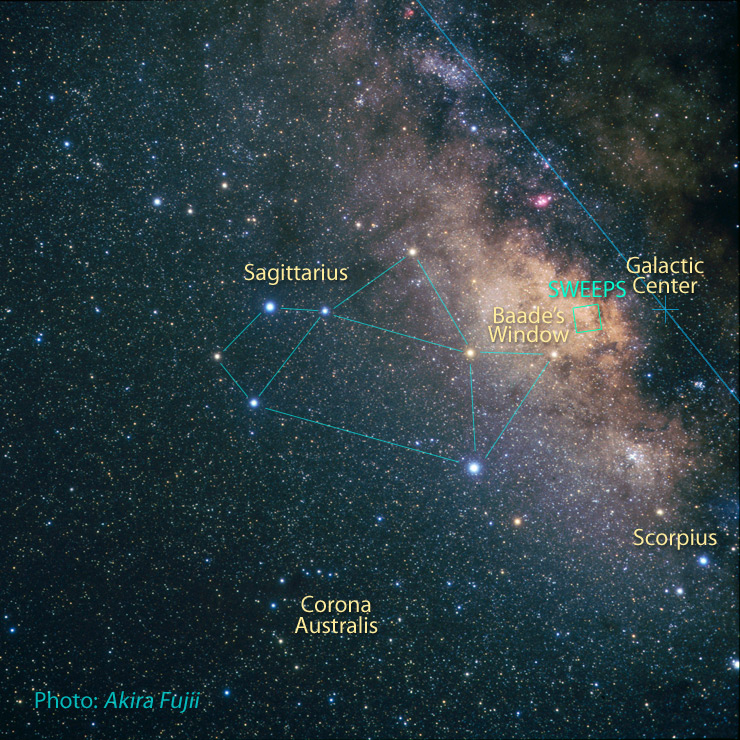
銀河中的巴德窗。

巴德窗是天空中沿著地球向銀河中心的視線方向，星際塵埃相對較少的一個區域。朝向銀河中心的方向通常都被星際塵埃遮擋住，因此這個區域是觀測銀河中心的一個"窗口"，可以觀測銀河的核球。這個區域對應於銀河系中可見的最明亮斑塊之一，以最早認識到其重要性的天文學家沃爾特·巴德的名字命名。

## 歷史
沃爾特·巴德於1940年代中期在加利福尼亞州的威爾遜山天文台使用100-英寸（2.5-）的虎克望遠鏡觀察這一地區的恆星，同時尋找銀河系的中心。在當時，對銀河系中心的位置和結構都還不能確定。

## 意義
巴德窗經常在可見光和接近可見光的波長上，用來研究遠處核球中心的恆星。關於銀河系內部幾何的重要資訊，迄今仍然在通過這個窗口進行的觀測才得以完善。這個窗口的位置在人馬座的方向。現在知道通過窗口觀察到的是核球略為偏南的位置。這個窗口的輪廓和子項是不規則的，它以球狀星團NGC 6522為中心，大約有1度的大小。
巴德窗是可以看到中央核球星星的6個區域中最大的一個。
OGLE和其它的觀測計畫專案已經透過探測圍繞這一區域中央突起的核球，使用重力微透鏡的方法，成功的檢測到太陽系外行星。
在巴德窗觀測到的恆星可以稱為BW星；同樣的，巨大的恆星也可以稱為BW巨星。

## 外部連結
- NASA Astronomy Picture of the Day: Stars and Dust Through Baade's Window (19 December 2007)
- NASA Astronomy Picture of the Day: Stars and Dust Through Baade's Window (23 December 2002)
- NASA Astronomy Picture of the Day: Lensing Through Baade's Window (1 February 1996)